# Tōkyū série 7000
La série 7000 (7000系, 7000-kei) de Tokyu est un type de rame automotrice exploité depuis 2007 par la compagnie Tokyu dans l'ouest de Tokyo. C'est le second modèle de la compagnie à porter ce numéro. 

## Description
La série 7000 est basée sur la série précédente 5000. Les rames sont composées de 3 voitures avec chacune 3 paires de portes.
L'espace voyageurs se compose de banquettes longitudinales. La voiture centrale comprend un espace pour les usagers en fauteuils roulants et les poussettes et des sièges prioritaires.

## Histoire
Les premières rames de la série 7000 sont entrées en service le 25 décembre 2007.

## Services
Les rames sont affectées aux lignes Ikegami et Tamagawa.

## Galerie photos

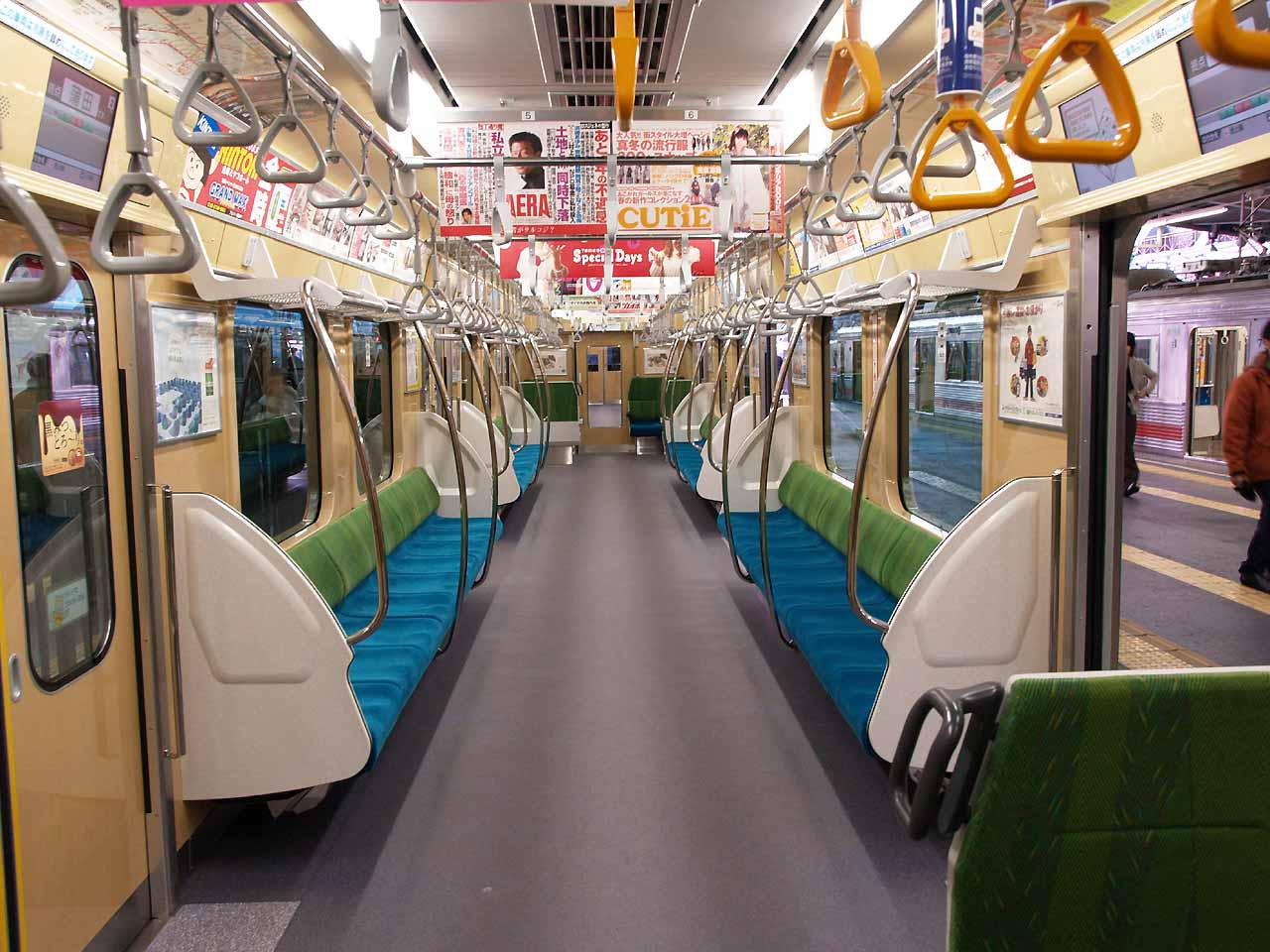
Intérieur de la rame.
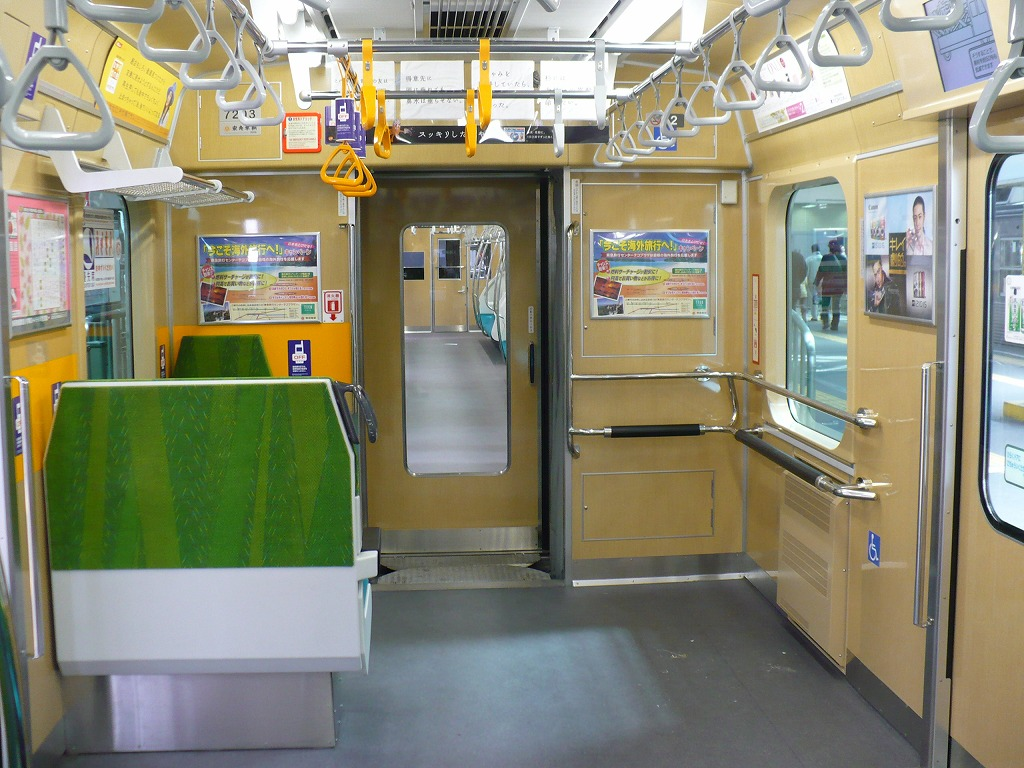
Sièges prioritaires.
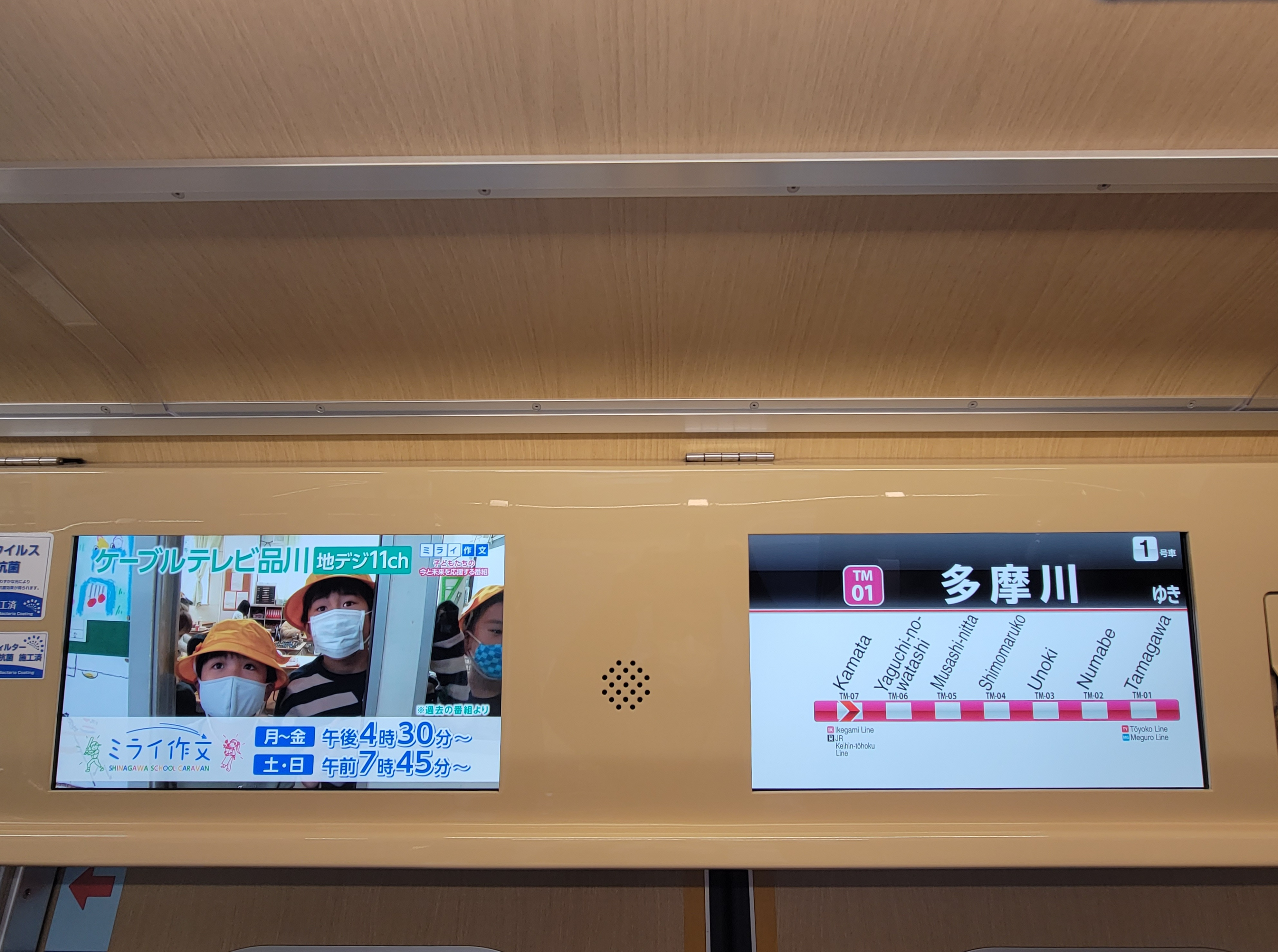
Ecrans d'information voyageurs.